# Belle Rive (Illinois)
Belle Rive – wieś w Stanach Zjednoczonych, w stanie Illinois, w hrabstwie Jefferson.